# Roger Eady, 3. Baron Swinfen
Roger Mynors Swinfen Eady, 3. Baron Swinfen (* 14. Dezember 1938; † 5. Juni 2022) war ein britischer Peer und Politiker.
Er ist der Sohn von Charles Eady, 2. Baron Swinfen und der Autorin Mary Wesley. Er besuchte die Westminster School und danach die Royal Military Academy, Sandhurst. Anschließend leistete er seinen Militärdienst als Offizier der Royal Scots und erreichte dort den Rang eines Lieutenants. Beim Tod seines Vaters im Jahre 1977 erbte er dessen Adelstitel als Baron Swinfen und wurde dadurch Mitglied des House of Lords, wo er sich der Fraktion der Conservative Party anschloss. Er war einer der neunzig erblichen Peers im House of Lords, die dort nach der Verabschiedung des House of Lords Act 1999 verblieben.
Lord Swinfen war zusammen mit seiner Ehegattin Treuhänder und Direktor des Swinfen Charitable Trust. Ab 1983 war er Fellow des Industry and Parlament Trust (FIPT) und ab 1988 Schirmherr der Disablement Income Group (EFDS). Des Weiteren war er 1996 Schirmherr der Tierschutzorganisation Labrador Rescue South East. Von 1983 bis 1997 war er Mitglied des Berufsverbandes Direct Mail Services Standards Board. Von 2001 bis 2010 war er Fellow im Zentrum für Online-Medizin der Universität Queensland. Er war Zunftmitglied der Worshipful Company of Drapers.
2016 wurde er als Member des Order of the British Empire (MBE) ausgezeichnet.
Ab 1962 war er mit Patricia Anne Blackmore verheiratet. Aus der Verbindung hinterließ er drei Töchter sowie einen Sohn, Charles Roger Peregrine Swinfen Eady (* 1971), der ihn 2022 als 4. Baron Swinfen beerbte.

## Veröffentlichungen
- An Evaluation of the First Year's Experience with a Low-cost Telemedicine Link in Bangladesh. 2001.
- Store-and-Forward Teleneurology in Developing Countries. 2001.
- Experience with a Low-cost Telemedicine System in Three Developing Countries. 2001.